# Brygada AL „Synowie Ziemi Mazowieckiej”
Treść tego artykułu od 2014-06 może nie być zgodna z zasadami neutralnego punktu widzenia.
Dokładniejsze informacje o tym, co należy poprawić, być może znajdują się w dyskusji tego artykułu.
 Po wyeliminowaniu niedoskonałości należy usunąć szablon [[Szablon:Dopracować|]] z tego artykułu.
Brygada AL „Synowie Ziemi Mazowieckiej” – oddział partyzancki sformowany w lipcu 1944 rozkazem Dowództwa Głównego AL (z 22 lipca 1944) i dowódcy obwodu (z 10 sierpnia 1944).

## Obsada personalna

### Kierownictwo
Dowódca:
- mjr Władysław Marchoł „Mazur”

Szef sztabu:
- kpt. Edward Bobiński „Roman”

Zastępca dowódcy do spraw operacyjnych:
- kpt. Lucjan Markowski „Czołg”

Zastępca dowódcy do spraw politycznych:
- kpt. Jan Ptasiński „Wiarus”

Oficer do zadań specjalnych:
- Jan Rypiński „Mały”

### Wydziały sztabu brygady
Operacyjny:
- Szef:
  - kpt. Czesław Wiśniewski „Wicher”

Informacyjny:
- Szef:
  - kpt. Władysław Tokarski „Kruk”

Propaganda i mobilizacja:
- Szef:
  - kpt. Mieczysław Bodalski „Mietek”

Zaopatrzenie i broń:
- Szef:
  - kpt. Eugeniusz Surawiow „Staryk” (oficer sowiecki)

### Skład brygady
1 batalion „Ziemi Płockiej”:
- Dowódca:
  - por. Władysław Rypiński „Michał”

2 batalion „Ziemi Rypińskiej”:
- Dowódca:
  - por. Józef Gumiński „Dąb”

3 batalion „Myszyniecki”:
- Dowódca:
  - por. Ignacy Siedlich „Czarny”

4 batalion „Nadwiślański”:
- Dowódca:
  - por. Franciszek Pintara „Samko”

5 batalion „Narew”:
- Dowódca:
  - por. Szczepan Kowalczyk „Malik”

Kompania sztabowa:
- Dowódca
  - por. Franciszek Bloch „Bogdan”

### Stany liczebne brygady
| Data             | liczba ludzi |
| ---------------- | ------------ |
| sierpień 1944    | ok. 300      |
| październik 1944 | ok. 240      |
| grudzień 1944    | ok. 250      |

Brygada rozporządzała ok. 3500 żołnierzami w garnizonach, których nie zmobilizowano ze względu na brak uzbrojenia.

## Stoczone walki
Brygada działał w powiatach:
- przasnyskim,
- ciechanowskim,
- mławskim,
- pułtuskim,
- płońskim,
- rypińskim
- sierpeckim.

W czasie swojej działalności bojowej brygada stoczyła szereg walk. M.in.:
- 2 sierpnia część sił 1 i 2 batalionów dowodzona przez kpt. Wiśniewskiego i por. Rypińskiego stoczyła walkę z dwoma batalionami zmotoryzowanymi SS w rejonie Okalewka, wychodząc z okrążenia.
- 6 sierpnia pododdział 5 batalionu „Narew” w miejscowości Gaj w powiecie pułtuskim dowodzony przez ppor. Bolesława Stępniewskiego „Bolka” i ppor. Leonarda Puchtę „Suszkę” zaatakował pluton niemieckich saperów, zabijając 3 z nich, a kilku raniąc; zginął jeden partyzant.
- 15 sierpnia koło Rogowa 30 żołnierzy z 2 batalionu dowodzonych przez Eugeniusza Kopkę „Jaszczura” stoczyło walkę z obławą żandarmerii. * 17 sierpnia pododdziały 1 i 2 batalionów (w sile po ok. 50 ludzi) działające w powiecie mławskim przeprowadziły 5 akcji zbrojnych, w których rozbito posterunki żandarmerii (zabijając 13 żandarmów), skonfiskowano broń u miejscowych Niemców oraz rozbito wojskową ochronę majątku Radzimowice (zabijając i ranią 14 hitlerowców, w tym starostę).
- 20 sierpnia 1 i 2 bataliony stoczyły pod Pokrytkami całodzienną walkę z dwoma batalionami SS wspieranymi przez żandarmerię i własowców, artylerię lekką, broń pancerną i lotnictwo, zabijając 15 hitlerowców, a 20 raniąc; AL-owcy stracili 7 zabitych (w tym trzech oficerów – kpt. Czesława Wiśniewskiego, por. Józefa Gumińskiego i ppor. Eugeniusza Kopkę) i 5 rannych.
- sierpień-październik 1944 Działający w rejonie lasów koło miejscowości Jednorożec i Parciaki (powiat przasnyski) 3 batalion wspólnie z oddziałami partyzantów sowieckich wykonał 25 akcji zbrojnych, m.in.:
- rozbito pluton ochrony sztabu niemieckiego pułku w Romanach, zabijając majora Wehrmachtu i 6 żołnierzy, a 7 raniąc;
- w rejonie nadleśnictwa Parciaki rozbito pluton niemieckich saperów, zabijając i raniąc 8 z nich, w tym pułkownika, a 25 rozbrajając;
- na odcinku kolejowym Chorzele-Wielbark batalion „Myszyniecki” AL Ignacego Siedlicha wykoleił pociąg wojskowy z transportem broni, amunicji i sprzętu wojennego. Po akcji oddział wycofał się bez strat[2].
- 26 października stoczono całodzienną walkę z obławą hitlerowską (żandarmów i własowców) w lasach koło Parciaków, zabijając 11 hitlerowców (w tym 4 oficerów) i raniąc ok. 20.
- W końcu października część 1 batalionu pod dowództwem por. Rypińskiego wraz z oddziałami sowieckimi został zaatakowany przez batalion szturmowy SS; po dwu i pół godzinie walki oderwano się od nieprzyjaciela, który stracił 7 zabitych i 3 rannych; AL-owcy stracili 6 zabitych i 4 rannych.

Pododdziały brygady kontynuowały działalność bojową do stycznia 1945, atakując transport wojskowy okupanta i tocząc walki z jego pododdziałami policyjnymi i wojskowymi. Ostatnią walkę brygada stoczyła w rejonie Podlasia w powiecie rypińskim, gdzie 10 stycznia 1945 kompania sztabowa dowodzona przez ppor. Włodzimierza Ziemieckiego „Żelaznego” wraz z oddziałem radzieckim zaatakowała pododdział artylerii Wehrmachtu, który stracił 35 zabitych i rannych i uległ rozproszeniu; partyzanci nie ponieśli strat. Zdobyto dwa działa, amunicję i tabory. Po styczniu 1945 większość dotychczasowych żołnierzy brygady wstąpiła do MO.